# Sergej Šepelev
Sergej Michajlovič Šepelev (rusky Сергей Михайлович Шепелев, * 13. října 1955 Nižnij Tagil, SSSR) je ruský hokejový trenér a bývalý reprezentační útočník.

## Reprezentace
Reprezentoval Sovětský svaz. Jako člen juniorské reprezentace vyhrál neoficiální mistrovství světa do 20 let 1975, konané v Kanadě a USA.
Poprvé hrál za národní tým 16. prosince 1980 v Moskvě proti Finsku (10:0), v utkání vstřelil dvě branky a hrálo se v rámci turnaje Cena Izvestijí 1980. Získal titul mistra světa na šampionátu 1981 ve Švédsku. Nejvíce se proslavil na Kanadském poháru 1981, který Sověti vyhráli a Šepelev byl vybrán do All star týmu turnaje. Zúčastnil se i mistrovství světa 1982 ve Finsku a 1983 v SRN, na obou získal zlatou medaili. Stal se olympijským vítězem na hrách 1984 v Sarajevu. Na Kanadském poháru 1984 obhájci titulu vypadli v semifinále.
Naposledy se Šepelev představil v reprezentaci 21. prosince 1985 proti Československu (3:1) v rámci moskevského turnaje Cena Izvestijí 1985. Celkem odehrál 103 utkání a vstřelil 42 branek.

### Reprezentační statistiky
| 1981 | SSSR | MS | 8  | 6 | 2 | 8 | 4 |
| 1981 | SSSR | KP | 7  | 6 | 2 | 8 | 4 |
| 1982 | SSSR | MS | 10 | 6 | 2 | 8 | 6 |
| 1983 | SSSR | MS | 10 | 2 | 4 | 6 | 6 |
| 1984 | SSSR | OH | 7  | 2 | 4 | 6 | 0 |
| 1984 | SSSR | KP | 5  | 0 | 3 | 3 | 0 |

## Hráčská kariéra
Odchovanec klubu z rodného města v roce 1973 posílil druholigový Avtomobilist Sverdlovsk se kterým o čtyři roky později postoupil do nejvyšší sovětské soutěže. V létě 1979 přestoupil do HC Spartak Moskva, kde působil devět sezon, poté ukončil kariéru.

## Klubové statistiky
| Sezona  | Klub                    | Soutěž | Základní část | Základní část | Základní část | Základní část | Základní část |
| Sezona  | Klub                    | Soutěž | Z             | G             | A             | B             | TM            |
| ------- | ----------------------- | ------ | ------------- | ------------- | ------------- | ------------- | ------------- |
| 1977/78 | Avtomobilist Sverdlovsk | SSSR   | 34            | 20            | 7             | 27            | 13            |
| 1978/79 | Avtomobilist Sverdlovsk | SSSR   | 44            | 21            | 15            | 36            | 30            |
| 1979/80 | Spartak Moskva          | SSSR   | 37            | 10            | 8             | 18            | 12            |
| 1980/81 | Spartak Moskva          | SSSR   | 49            | 28            | 20            | 48            | 22            |
| 1981/82 | Spartak Moskva          | SSSR   | 40            | 17            | 17            | 34            | 20            |
| 1982/83 | Spartak Moskva          | SSSR   | 41            | 18            | 10            | 28            | 20            |
| 1983/84 | Spartak Moskva          | SSSR   | 44            | 21            | 21            | 42            | 25            |
| 1984/85 | Spartak Moskva          | SSSR   | 46            | 21            | 16            | 37            | 24            |
| 1985/86 | Spartak Moskva          | SSSR   | 38            | 12            | 16            | 28            | 31            |
| 1986/87 | Spartak Moskva          | SSSR   | 40            | 10            | 12            | 22            | 24            |
| 1987/88 | Spartak Moskva          | SSSR   | 40            | 11            | 15            | 26            | 22            |
| Celkem  | Celkem                  | Celkem | 453           | 189           | 157           | 346           | 243           |

## Trenérská kariéra
Po konci aktivní činnosti se vydal do Japonska, kde v letech 1988–1991 trénoval celek Papaer Kuširo. Následujících sedm let vedl sportovní školu v Obihiru. V roce 2001 převzal Spartak Moskva v ruské lize, který trénoval do roku 2005. Ve stejné soutěži vedl ještě SKA Petrohrad (2006/07). V roce 2007 se ujal Avtomobilist Jekatěrinburk (dříve Sverdlovsk), který působil ve druhé lize. V rámci této soutěže v ročníku 2008/09 přešel do HC Jugra Chanty-Mansijsk, se kterou ligu v letech 2009 a 2010 vyhrál. Klub od roku 2010 působí v KHL. Šepelev byl uprostřed sezony 2013/14 nahrazen Olegem Davydovem. V úvodu následující sezony vystřídal Dušana Gregora na lavičce Admiral Vladivostok.
Ročník 2015/16 načal jako trenér Amuru Chabarovsk, ale 4. prosince jej ve funkci nahradil Andrej Nikolišin. V říjnu 2016 vedl prozatímně CHK Neftěchimik Nižněkamsk.